# Джейн Страттон
Джейн Страттон (англ. Jane Stratton; нар. 10 серпня 1953) — колишня американська тенісистка.
Найвищим досягненням на турнірах Великого шолома були чвертьфінали в парному розряді.

## Фінали Туру WTA

### Парний розряд (0–2)
| Результат | Дата                        | Турнір                 | Рівень         | Покриття | Партнерка      | Суперниці                  | Рахунок  |
| --------- | --------------------------- | ---------------------- | -------------- | -------- | -------------- | -------------------------- | -------- |
| Поразка   | Rothmans Canadian Open 1975 | Мастерс Канада, Канада | Grand Prix     | Ґрунт    | Джоанн Расселл | Джулі Ентоні Маргарет Корт | 2–6, 4–6 |
| Поразка   | Вер 1979                    | Піттсбург, США         | Colgate Series | Тверде   | Банні Бранінг  | Сью Баркер Кенді Рейнолдс  | 3–6, 2–6 |